# Bogd Khan

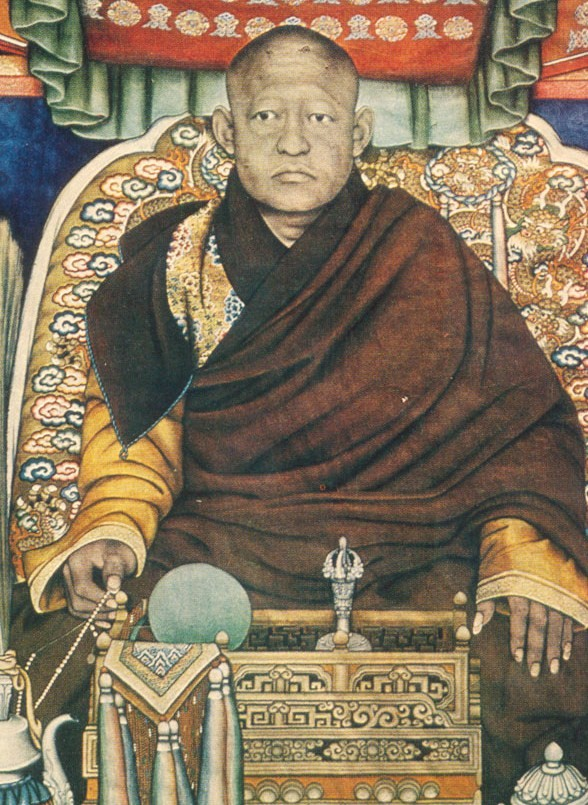
Bogd Khan

Bogd Khan (tiếng Mông Cổ: Богд хаан, 1869-1924) đã trở thành Bogd Gegeen Ezen Khaan của Đại Hãn quốc Mông Cổ vào năm 1911, khi Ngoại Mông tuyên bố độc lập từ triều đại nhà Thanh sau cuộc Cách mạng Tân Hợi. Ông sinh ra ở Tây Tạng. Là Jebtsundamba Khutuktu thứ 8, ông là người quan trọng thứ ba trong hệ thống Phật giáo Tây Tạng, dưới đây chỉ có Đức Đạt Lai Lạt Ma và Ban Thiền, và do đó còn được gọi là "Bogdo Lạt Ma". Ông là lãnh đạo tinh thần của Phật giáo Tây Tạng của Mông Cổ. Vợ ông Tsendiin Dondogdulam, Ekh Dagina ("Dakini mẹ"), được cho là một biểu hiện của Bồ tát Tara Trắng.

## Cuộc đời
Vị Bogd Khan tương lai sinh ra vào năm 1869 trong gia đình của một quan chức Tây Tạng. Cậu bé đã được chính thức công nhận là hóa thân mới của Bogd Gegen trong Potala trong sự hiện diện của 13 Đức Đạt Lai Lạt Ma và Ban Thiền Lạt Ma. Vị Bogd Gegen mới đến Urga, thủ đô của Ngoại Mông, năm 1874. Sau này, ông chỉ sống ở Mông Cổ.
Kết quả là, từ những năm còn trẻ, Bogd Gegen thứ 8 là chủ đề gây tò mò của các quan lại nhà Thanh ở Urga. Sau đó, ông trở thành chủ đề của các chiến dịch tuyên truyền do Cộng sản Mông Cổ tổ chức, đã tấn công ông bằng cách cho rằng ông là một kẻ đầu độc, một kẻ ấu dâm và một người theo chủ nghĩa tự do, sau đó được lặp lại trong tiếng chuông và văn học phi khoa học khác (ví dụ James Palmer ). Tuy nhiên, phân tích các tài liệu được lưu trữ trong tài liệu lưu trữ của Mông Cổ và Nga không xác nhận những tuyên bố này.
Bogd Gegen mất quyền lực khi quân đội Trung Quốc chiếm đóng đất nước vào năm 1919. Hoàng tử Darchin Ch'in Wang của Tusiyetu Khan Aimak là người ủng hộ sự cai trị của Trung Quốc trong khi em trai ông Tsewang là người ủng hộ Ungern-Sternberg. Khi lực lượng của Nam tước Ungern thất bại trong việc chiếm giữ Urga vào cuối năm 1920, Bogd đã bị quản thúc tại gia; sau đó ông được Ungern giải thoát và phục hồi ngay trước khi ông lấy Urga vào năm 1921. Sau cuộc cách mạng năm 1921 do Damdin Sükhbaatar lãnh đạo, Bogd Khan được phép ở lại ngai vàng trong một chế độ quân chủ hạn chế cho đến khi ông qua đời năm 1924, một năm sau vợ ông.

## Sau khi qua đời
Chính phủ nắm quyền kiểm soát ấn của Bogd Khan sau khi ông qua đời, theo Hiến pháp ngày 26 tháng 11 năm 1924 của Cộng hòa Nhân dân Mông Cổ. Sau khi ông qua đời, chính quyền Cách mạng Mông Cổ, dẫn đầu bởi những người theo Cộng sản Liên Xô, tuyên bố thành lập Cộng hòa Nhân dân Mông Cổ. Tuy nhiên, những tin đồn về sự tái sinh của Jebtsundamba Khutuktu đã xuất hiện ở phía bắc Mông Cổ trong cùng năm đó. Không có quyết định truyền thống về việc hóa thân được tiến hành. Một tin đồn khác xuất hiện vào năm 1925. Vào tháng 11 năm 1926, Cộng hòa Nhân dân Mông Cổ thứ 3 đã phê chuẩn một nghị quyết đặc biệt rằng việc tìm kiếm tái sinh của Bogd Gegen không nên được cho phép. 

Lệnh cấm cuối cùng đã được phê chuẩn bởi Đại hội 7 của Đảng Cách mạng Nhân dân Mông Cổ và Đại dân tộc lần thứ 5 vào năm 1928. Tuy nhiên, sự tái sinh tiếp theo của Bogd Gegen đã được tìm thấy ở Tây Tạng khi một cậu bé sinh năm 1932 tại Lhasa. Điều này đã không được công bố cho đến khi sự sụp đổ của Liên Xô và cuộc cách mạng dân chủ ở Mông Cổ. Jebtsundamba Khutughtu thứ 9 đã chính thức được lên ngôi tại Dharamsala bởi Tenzin Gyatso, Đức Đạt Lai Lạt Ma thứ 14 năm 1991 và tại Ulaanbaatar năm 1999. Cung điện mùa đông của Bogd Khan đã được bảo tồn và là một điểm thu hút khách du lịch ở Ulaanbaatar.